# Muhr (Austria)
Muhr – gmina w Austrii, w kraju związkowym Salzburg, w powiecie Tamsweg. Według Austriackiego Urzędu Statystycznego liczyła 537 mieszkańców (1 stycznia 2015).